# 多利尼亞內 (莫希利夫-波季利斯基區)
48°49′19″N 27°35′7″E / 48.82194°N 27.58528°E

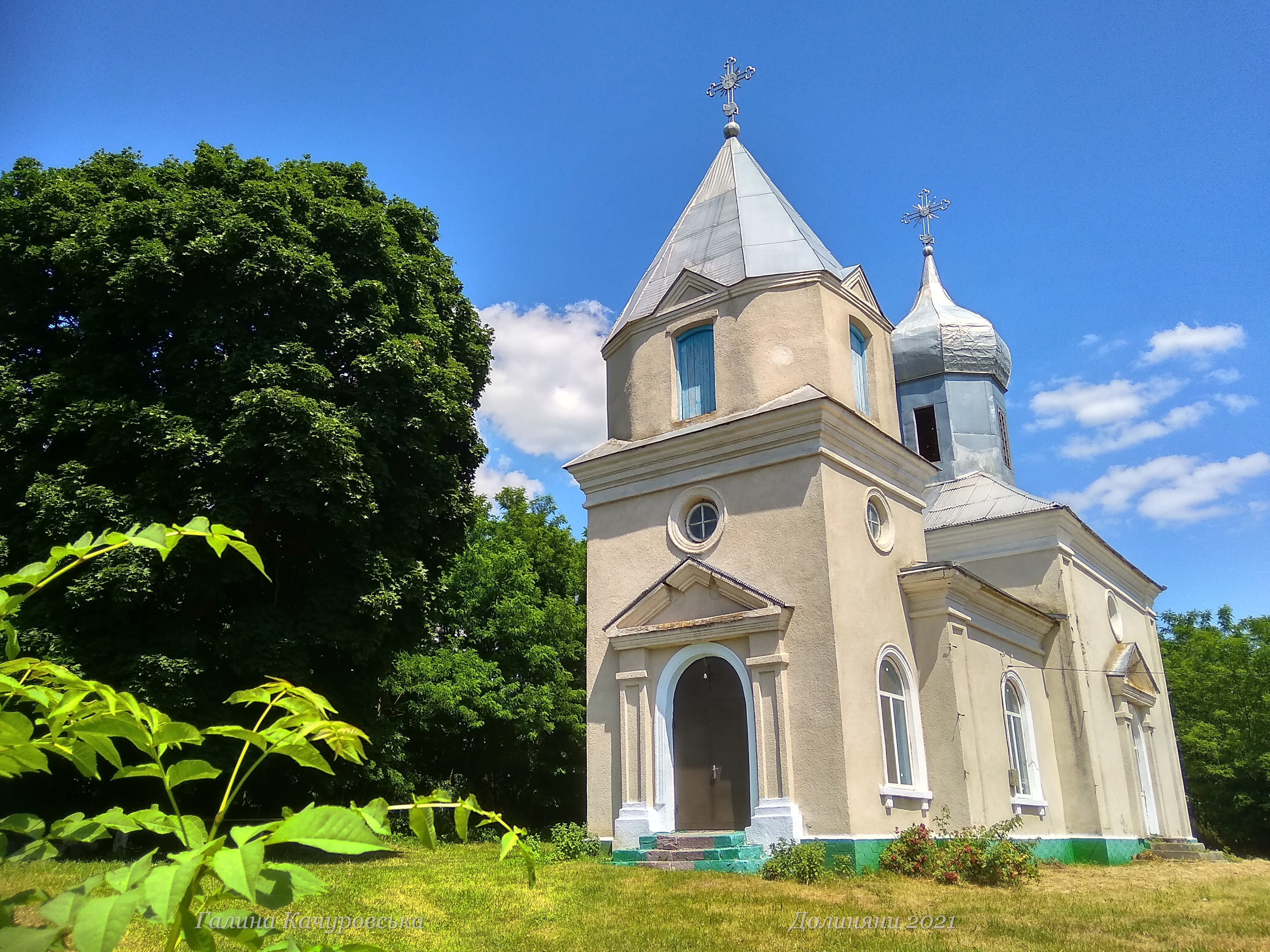
教堂

多利尼亞内（烏克蘭語：Долиняни），是烏克蘭西南部文尼察州莫希利夫-波季利斯基区穆羅瓦尼-庫里利夫齊市鎮的村落。始建於1560年，面積2.004平方公里，海拔高度269米，2001年人口470，人口密度每平方公里234.53人。